# Douentza (Kreis)

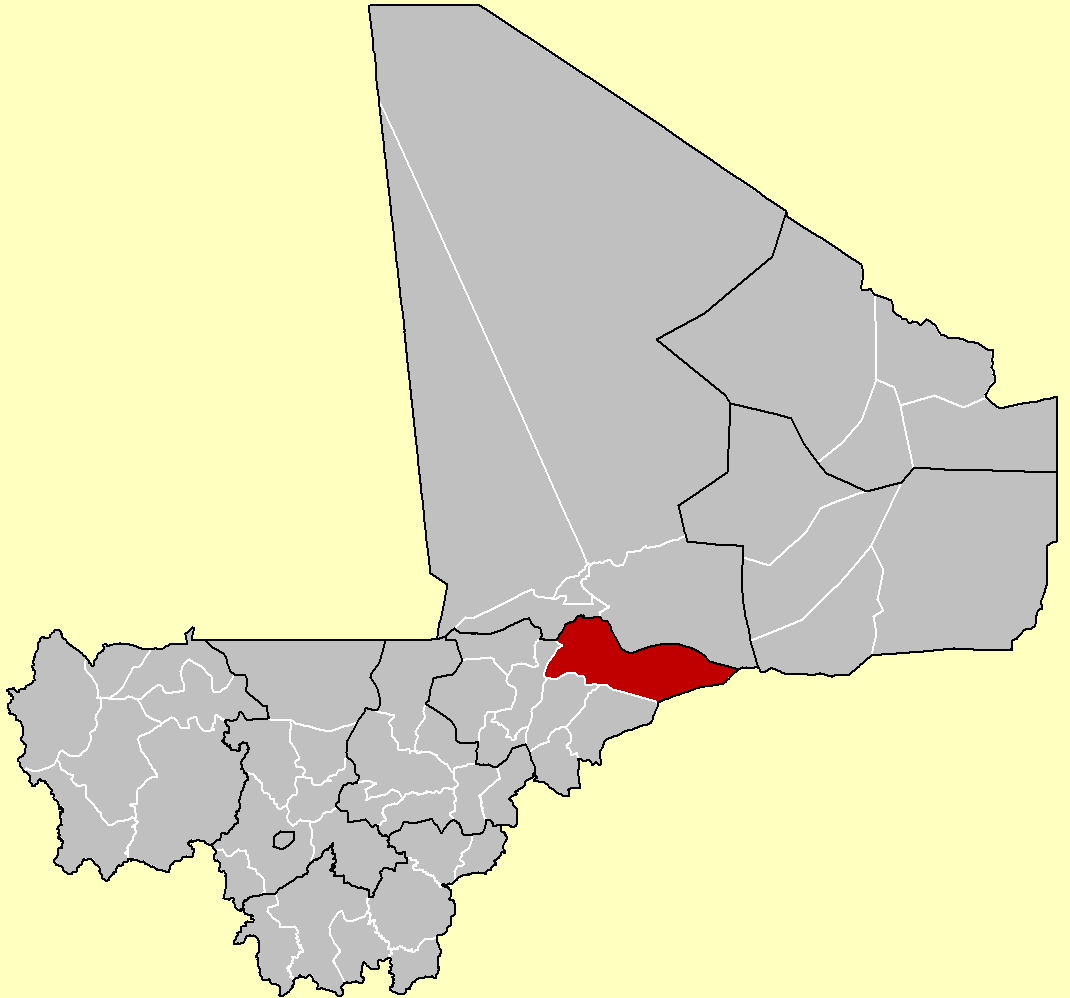
Kreis Douentza

Douentza ist der Name eines Kreises (franz. cercle de Douentza) in der Region Mopti in Mali, mit einer Fläche von 23.481 km².
Der Kreis teilt sich in 15 Gemeinden, die Einwohnerzahl betrug beim Zensus 2009 247.794 Einwohner. (Zensus 2009)
Gemeinden: Douentza (Hauptort), Dallah, Dangol-Boré, Débéré, Dianvély, Djaptodji, Gandamia, Hairé, Hombori, Kéréna, Korarou, Koubelwel Koundia, Mondoro, Pétaka, Tédié. 